# Christian Alers
Christian Alers (* 21. Juli 1922 in Paris – 4. März 2019 in Bièvres) war ein französischer Schauspieler und Theaterregisseur.

## Leben und Wirken
Christian Alers, der von Jean Doat ausgebildet wurde, ist durch seine regelmäßigen Auftritte in Stücken, die fürs Fernsehen inszeniert und in der Reihe Au théâtre ce soir ausgestrahlt wurden, in der französischen Öffentlichkeit bekannt. Er spielte allein in 19 Inszenierungen der Reihe. 
Alers trat in mehreren Fernsehserien auf. Von 1965 bis 1971 spielte er in der komödiantischen Serie Eine französische Ehe die tragende Rolle des Jacques Robin, des besten Freundes der von Daniel Gélin verkörperten Hauptfigur. Weitere Serien, in denen er mitwirkte, waren Le Miroir 2000 (1970) mit Jean-Claude Dauphin und die Miniserie La grande cabriole (1989). Bekannt ist er in Frankreich vor allem durch seine durchgehende Hauptrolle als Commissaire Ladevant in 22 Folgen der Serie Marie Pervenche (1984–1991). 
Im Kino debütierte Alers in kleinen Rollen neben Edwige Feuillère in dem Filmdrama Solange ich lebe (1946) und neben Claude Dauphin in der Filmadaption Cyrano de Bergerac (1946) nach Edmond Rostands Versdrama. Ab 1949 spielte er dann  größere Rollen beim Film, so den Raoul in dem Drama Le droit de l'enfant, den Albert Delpierre in der Komödie Le mariage de Mademoiselle Beulemans (1950), den Jacques Moreau in der Filmkomödie Fumée blonde und den Robert in Michel Devilles Komödie Das Spiel der Lüge (La menteuse, 1962). Bekannt ist er auch für seine Rolle des Philippe in dem Filmdrama Im Zeichen des Löwen von Eric Rohmer. Später wurde er populär mit Nebenrollen wie der des Vaters, der von Isabelle Huppert gespielten Jacqueline in der Action-Kriminalkomödie Die Ausgebufften (Les Valseuses, 1973) von Bertrand Blier und einer eher seltenen Kinohauptrolle an der Seite von Jean-Pierre Léaud in dem Thriller La cassure (1981). 
Christian Alers hat drei Stücke inszeniert: Docteur Glass (1965) mit Darry Cowl, Une femme a louer (1967) mit Yoko Tani und 1986 Vladimir Volkoffs L'Interrogatoire mit Jean-Paul Zehnacker und Claude Jade für das Pariser Festival 13.